# HD 14373
HD 14373，又名BD+29 392，SAO 75287、HR 680，是一颗恒星，视星等为6.47，位于銀經144.79，銀緯-28.89，其B1900.0坐标为赤經2h 14m 13.5s，赤緯+29° -28.89′ 44″。